# Liste des conférences épiscopales
L’Église catholique a défini, d’abord dans le décret Christus Dominus de 1965, puis dans son Code de droit canonique de 1983 précisé par la lettre apostolique Apostolos suos de 1998, ce que devait être une « conférence épiscopale ». Cette page fait une liste des conférences épiscopales. Elle liste également les assemblées équivalentes mixant des évêques de rite oriental avec ceux de rite latin, définies par le Code des canons des Églises orientales (au canon 322), et considérées de nature équivalente ; ainsi que les autres regroupements structurés d’évêques catholiques.
Cette page ne liste pas les « synodes des évêques » (ou « sobor ») de certaines des Églises orientales, définis dans le Code des canons des Églises orientales (aux canons 102 à 113 pour les Églises patriarcales, appliqué de la même manière dans les Églises archiépiscopales majeures suivant le canon 152) ; ni les « conseils des hiérarques » de certaines autres (les Églises métropolitaines, voir les canons 155 à 173). Ces conseils sont en effet considérés de nature différente, et sont uniques pour chaque Église patriarcale, archiepiscopale majeure, ou métropolitaine.
Elle ne liste pas non plus les régions ecclésiastiques, des « conférences régionales », créées par quelques conférences.

## Conférences épiscopales

### Afrique
Toutes les conférences de cette section sont membres du Symposium des conférences épiscopales d’Afrique et de Madagascar,. Notons que les ordinaires de rite latin d’Égypte sont également représentés à la Conférence des évêques latins dans les régions arabes.
| Noms | Territoire                       |
| --- | -------------------------------- |
| Conférence des évêques catholiques du Burundi - (fr) Conférence des évêques catholiques du Burundi - (fr) CECAB                                                                    | Burundi                          |
| Conférence épiscopale nationale du Congo - (fr) Conférence épiscopale nationale du Congo - (fr) CENCO - (fr) Conférence épiscopale du Zaïre (ancien nom) - (fr) CEZ (ancien sigle) | République démocratique du Congo |
| Conférence épiscopale du Rwanda - (fr) Conférence épiscopale du Rwanda - (fr) CEPR                                                                                                 | Rwanda                           |

| Noms | Territoire                |
| --- | ------------------------- |
| Conférence épiscopale nationale du Cameroun (en) - (fr) Conférence épiscopale nationale du Cameroun - (fr) CENC | Cameroun                  |
| Conférence épiscopale centrafricaine (en) - (fr) Conférence épiscopale centrafricaine - (fr) CECA               | République centrafricaine |
| Conférence épiscopale du Congo (fr) Conférence épiscopale du Congo                                              | République du Congo       |
| Conférence épiscopale du Gabon (en) - (fr) Conférence épiscopale du Gabon - (fr) CEG                            | Gabon                     |
| Conférence épiscopale de Guinée équatoriale (en) - (es) Conferencia episcopal de Guinea Ecuatorial - (es) CEGE  | Guinée équatoriale        |
| Conférence épiscopale du Tchad (en) - (fr) Conférence épiscopale du Tchad - (fr) CET                            | Tchad                     |

| Noms | Territoire                               |
| --- | ---------------------------------------- |
| Conférence des évêques catholiques d’Éthiopie - (en) Ethiopian Episcopal Conference (1966-2001) - (en) Ethiopian and Eritrean Episcopal Conference (2001-2005) - (en) Assembly of Catholic Hierarchs of Ethiopia and Eritrea (2005-2018) - (en) Catholic Bishops’ Conference of Ethiopia (depuis 2018) - (en) CBCE (depuis 2018) | Éthiopie (et historiquement, l’Érythrée) |
| Conférence des évêques catholiques du Kenya - (en) Kenya Conference of Catholic Bishops - (en) KCCB | Kenya                                    |
| Conférence épiscopale du Malawi - (en) Episcopal Conference of Malawi - (en) ECM | Malawi                                   |
| Conférence épiscopale d’Ouganda - (en) Uganda Episcopal Conference - (en) UEC | Ouganda                                  |
| Conférence des évêques catholiques du Soudan et du Soudan du Sud - (en) Sudan Catholic Bishops’ Conference (1976-2017) - (en) SCBC (1976-2017) - (fr) Conférence des évêques catholiques au Soudan (1976-2017) - (en) Catholic Conference of Bishops of Sudan and South Sudan (depuis 2017) - (en) CCBSSS (depuis 2017)          | - Soudan - Soudan du Sud                 |
| Conférence épiscopale de Tanzanie - (en) Tanzania Episcopal Conference - (en) TEC | Tanzanie                                 |
| Conférence des évêques catholiques de Zambie - (en) Zambia Episcopal Conference (1965-2016) - (en) ZEC (1965-2016) - (en) Zambia Conference of Catholic Bishops (depuis 2016) - (en) ZCCB (depuis 2016) | Zambie                                   |

| Noms | Territoire                             |
| --- | -------------------------------------- |
| Conférence des évêques catholiques d’Afrique australe - (en) Southern African Catholic Bishops’ Conference - (en) SACBC | - Afrique du Sud - Botswana - Eswatini |
| Conférence épiscopale d’Angola et de Sao Tomé - (pt) Conferência Episcopal de Angola e São Tomé - (pt) CEAST            | - Angola - Sao Tomé-et-Principe        |
| Conférence des évêques catholiques du Lesotho (en) Lesotho Catholic Bishops’ Conference                                 | Lesotho                                |
| Conférence épiscopale du Mozambique (pt) - (pt) Conferência Episcopal de Moçambique - (pt) CEM                          | Mozambique                             |
| Conférence des évêques catholiques namibiens (en) - (en) Namibian Catholic Bishop’s Conference - (en) NCBC              | Namibie                                |
| Conférence des évêques catholiques du Zimbabwe (en) - (en) Zimbabwe Catholic Bishops’ Conference - (en) ZCBC            | Zimbabwe                               |

| Noms | Territoire                                        |
| --- | ------------------------------------------------- |
| Conférence des évêques du Bénin - (fr) Conférence des évêques du Bénin - (fr) CEB                                                                                                   | Bénin                                             |
| Conférence épiscopale Burkina-Niger - (fr) Conférence épiscopale Burkina-Niger - (fr) CEBN                                                                                          | - Burkina Faso - Niger                            |
| Conférence des évêques catholiques de Côte d’Ivoire - (fr) Conférence des évêques catholiques de Côte d’Ivoire - (fr) CECCI                                                         | Côte d’Ivoire                                     |
| Conférence inter-territoriale des évêques catholiques de Gambie et Sierra Leone - (en) Inter-territorial Catholic Bishops’ Conference of the Gambia and Sierra Leone - (en) ITCABIC | - Gambie - Sierra Leone                           |
| Conférence des évêques catholiques du Ghana (en) Ghana Catholic Bishops’ Conference                                                                                                 | Ghana                                             |
| Conférence épiscopale de la Guinée - (fr) Conférence épiscopale de la Guinée - (fr) CEG                                                                                             | Guinée                                            |
| Conférence des évêques catholiques du Liberia - (en) Catholic Bishops’ Conference of Liberia - (en) CBCL                                                                            | Liberia                                           |
| Conférence épiscopale du Mali (fr) Conférence épiscopale du Mali | Mali                                              |
| Conférence des évêques catholiques du Nigéria (en) Catholic Bishops’ Conference of Nigeria                                                                                          | Nigéria                                           |
| Conférence des évêques du Sénégal, de la Mauritanie, du Cap-Vert et de Guinée-Bissau (fr) Conférence des évêques du Sénégal, de la Mauritanie, du Cap-Vert et de Guinée-Bissau      | - Cap-Vert - Guinée-Bissau - Mauritanie - Sénégal |
| Conférence épiscopale du Togo - (fr) Conférence épiscopale du Togo - (fr) CET | Togo                                              |

| Noms | Territoire                                                                |
| --- | ------------------------------------------------------------------------- |
| Assemblée de la hiérarchie catholique d’Égypte, - (fr) Assemblée de la hiérarchie catholique d’Égypte - (fr) AHCE - (it) Assemblea della Gerarchia Cattolica d’Egitto | Égypte                                                                    |
| Conférence des évêques de la région Nord de l’Afrique - (fr) Conférence des évêques de la région Nord de l’Afrique - (fr) CERNA                                       | - Algérie - Libye - Maroc - Sahara occidental (Maroc) - Tunisie           |
| Conférence épiscopale de Madagascar (en) - (fr) Conférence épiscopale de Madagascar - (fr) CÉM                                                                        | Madagascar                                                                |
| Conférence épiscopale de l’océan Indien - (fr) Conférence épiscopale de l’océan Indien - (fr) CEDOI                                                                   | - Comores - Maurice - Mayotte (France) - La Réunion (France) - Seychelles |

### Amérique centrale
La séparation faite ici entre Amérique centrale et Amérique du Sud est parfaitement arbitraire et approximative. En effet, les conférences épiscopales des deux sections forment par leur réunion le Conseil épiscopal latino-américain. De plus, la Conférence épiscopale des Antilles regroupe non seulement des diocèses desquels le territoire est insulaire, mais aussi le diocèse du Bélize en Amérique centrale continentale, et ceux du Guyana, de la Guyane française et du Suriname en Amérique du Sud.
| Noms                                                                                                   | Territoire |
| --- | --- |
| Conférence épiscopale des Antilles - (en) Antilles Episcopal Conference - (en) AEC                     | - États indépendants : - Antigua-et-Barbuda - Bahamas - Barbade - Belize - Dominique - Grenade - Guyana - Jamaïque - Saint-Christophe-et-Niévès - Sainte-Lucie - Saint-Vincent-et-les-Grenadines - Suriname - Trinité-et-Tobago - Territoires britanniques : - Anguilla - Bermudes - Îles Caïmans - Montserrat - Îles Turques-et-Caïques - Îles Vierges britanniques - Territoires français : - Guadeloupe - Guyane - Martinique - Saint-Barthélemy - Saint-Martin - Territoires néerlandais : - Aruba - Bonaire - Curaçao - Saba - Saint-Eustache - Saint-Martin - Territoire américain, observateur : - Îles Vierges des États-Unis |
| Conférence épiscopale du Costa Rica - (es) Conferencia episcopal de Costa Rica - (es) CECOR            | Costa Rica |
| Conférence des évêques catholiques de Cuba - (es) Conferencia de obispos católicos de Cuba - (es) COCC | Cuba |
| Conférence épiscopale du Guatemala - (es) Conferencia episcopal de Guatemala - (es) CEG                | Guatemala |
| Conférence épiscopale d’Haïti - (fr) Conférence épiscopale d’Haïti - (fr) CEH                          | Haïti |
| Conférence épiscopale du Honduras - (es) Conferencia episcopal de Honduras - (es) CEH                  | Honduras |
| Conférence de l’épiscopat mexicain - (es) Conferencia del Episcopado Mexicano - (es) CEM               | Mexique |
| Conférence épiscopale du Nicaragua - (es) Conferencia episcopal de Nicaragua - (es) CEN                | Nicaragua |
| Conférence épiscopale panaméenne - (es) Conferencia episcopal Panameña - (es) CEP                      | Panama |
| Conférence épiscopale portoricaine - (es) Conferencia episcopal puertorriqueña - (es) CEP              | Porto Rico (États-Unis) |
| Conférence de l’épiscopat dominicain - (es) Conferencia del Episcopado Dominicano - (es) CED           | République dominicaine |
| Conférence épiscopale du Salvador - (es) Conferencia episcopal de El Salvador - (es) CEDES             | Salvador |

### Amérique du Nord
| Noms | Territoire                                 |
| --- | ------------------------------------------ |
| Conférence des évêques catholiques du Canada - (en) Canadian Conference of Catholic Bishops - (en) CCCB - (fr) Conférence des évêques catholiques du Canada - (fr) CECC | Canada                                     |
| Conférence des évêques catholiques des États-Unis - (en) United States Conference of Catholic Bishops - (en) USCCB                                                      | - États-Unis - Îles Vierges des États-Unis |

### Amérique du Sud
La séparation faite ici entre Amérique centrale et Amérique du Sud est parfaitement arbitraire et approximative. En effet, les conférences épiscopales des deux sections forment par leur réunion le Conseil épiscopal latino-américain. De plus, la Conférence épiscopale des Antilles regroupe non seulement des diocèses desquels le territoire est insulaire, mais aussi le diocèse du Bélize en Amérique centrale continentale, et ceux du Guyana, de la Guyane française et du Suriname en Amérique du Sud.
| Noms | Territoire |
| --- | ---------- |
| Conférence épiscopale argentine - (es) Conferencia episcopal argentina - (es) CEA                       | Argentine  |
| Conférence épiscopale bolivienne - (es) Conferencia epsicopal boliviana - (es) CEB                      | Bolivie    |
| Conférence nationale des évêques du Brésil - (pt) Conferência Nacional dos Bispos do Brasil - (pt) CNBB | Brésil     |
| Conférence épiscopale du Chili - (es) Conferencia episcopal de Chile - (es) CECH                        | Chili      |
| Conférence épiscopale de Colombie - (es) Conferencia episcopal de Colombia - (es) CEC                   | Colombie   |
| Conférence épiscopale équatorienne - (es) Conferencia episcopal ecuatoriana - (es) CEE                  | Équateur   |
| Conférence épiscopale paraguayenne - (es) Conferencia episcopal paraguaya - (es) CEP                    | Paraguay   |
| Conférence épiscopale péruvienne - (es) Conferencia episcopal peruana - (es) CEP                        | Pérou      |
| Conférence épiscopale de l’Uruguay - (es) Conferencia episcopal del Uruguay - (es) CEU                  | Uruguay    |
| Conférence épiscopale vénézuélienne - (es) Conferencia Episcopal Venezolana - (es) CEV                  | Venezuela  |

### Asie (hors Ouest)
Il faut noter que la Conférence des évêques de l’Église catholique en Chine (zh) n’est pas reconnue comme conférence épiscopale par l’Église catholique, malgré des évolutions en 2018.
Il y a eu une Conférence des évêques catholiques du Kazakhstan (en), qui a été dissoute à la création en avril 2022 de la Conférence des évêques catholiques d’Asie centrale.
| Noms | Territoire                                                                                      |
| --- | ----------------------------------------------------------------------------------------------- |
| Conférence des évêques catholiques d’Asie centrale - (en) Catholic Bishops’ Conference of Central Asia - (en) CBCCA                                         | - Afghanistan - Kazakhstan - Kirghizistan - Mongolie - Ouzbékistan - Tadjikistan - Turkménistan |
| Conférence des évêques catholiques du Bangladesh (en) - (en) Catholic Bishops’ Conference of Bangladesh - (en) CBCB                                         | Bangladesh                                                                                      |
| Conférence des évêques catholiques de Birmanie (en) - (en) Catholic Bishops’ Conference of Myanmar - (en) CBCM                                              | Birmanie                                                                                        |
| Conférence des évêques catholiques de Malaisie, Singapour et Brunei (en) - (en) Catholic Bishops’ Conference of Malaysia, Singapore and Brunei - (en) BCMSB | - Brunei - Malaisie - Singapour                                                                 |
| Conférence épiscopale du Laos et du Cambodge - (fr) Conférence épiscopale du Laos et du Cambodge - (fr) CELAC                                               | - Cambodge - Laos                                                                               |
| Conférence des évêques catholiques de Corée (ko) 한국 천주교 주교회의                                                                                       | - Corée du Nord - Corée du Sud                                                                  |
| Conférence des évêques catholiques d’Inde - (en) Catholic Bishops’ Conference of India - (en) CBCI                                                          | Inde                                                                                            |
| Conférence des évêques catholiques indiens (en) - (en) Conference of Catholic Bishops of India - (en) CCBI                                                  | Inde                                                                                            |
| Conférence des évêques d’Indonésie - (id) Konferensi Waligereja Indonesia - (id) KWI - (id) Kawali - (en) Bishops’ Conference of Indonesia                  | Indonésie                                                                                       |
| Conférence des évêques catholiques du Japon (ja) - (en) Catholic Bishops’ Conference of Japan - (ja) カトリック中央協議会                                   | Japon                                                                                           |
| Conférence des évêques catholiques du Pakistan (en) - (en) Pakistan Catholic Bishops’ Conference - (en) PCBC                                                | Pakistan                                                                                        |
| Conférence des évêques catholiques des Philippines - (en) Catholic Bishops’ Conference of the Philippines - (en) CBCP                                       | Philippines                                                                                     |
| Conférence des évêques catholiques du Sri Lanka (en) Catholic Bishops’ Conference of Sri Lanka                                                              | Sri Lanka                                                                                       |
| Conférence des évêques catholiques de la zone de Taïwan (en) - (zh) 天主教台灣地區主教團 - (en) Chinese Regional Bishops’ Conference                        | Taïwan                                                                                          |
| Conférence des évêques catholiques de Thaïlande (th) - (th) สภาประมุขบาทหลวงโรมันคาทอลิกแห่งประเทศไทย - (en) Catholic Bishops’ Conference of Thailand           | Thaïlande                                                                                       |
| Conférence épiscopale timoraise (de) (pt) Conferência episcopal timorense                                                                                   | Timor oriental                                                                                  |
| Conférence épiscopale du Viêt Nam (vi) - (vi) Hội Đông Giám Mục Việt Nam - (fr) Conférence épiscopale du Viêt Nam                                           | Vietnam                                                                                         |

### Asie de l’Ouest
La Conférence épiscopale de Turquie étant membre du Conseil des conférences épiscopales d’Europe, elle a été classée dans la section « Europe », bien que géographiquement la Turquie soit un peu entre-deux.
| Noms | Territoire |
| --- | --- |
| Conférence des évêques latins dans les régions arabes - (en) Conference of the Latin Bishops of the Arabic Regions - (fr) Conférence des évêques latins dans les régions arabes - (fr) CELRA | - Chypre - Chypre du Nord (Chypre) - Djibouti - Égypte - Émirats arabes unis - Irak - Iran - Israël - Jordanie - Koweït - Liban - Palestine (Israël) - Somalie - Syrie |

| Noms | Territoire                                                                  |
| --- | --------------------------------------------------------------------------- |
| Assemblée des ordinaires catholiques de Terre Sainte, - (fr) Assemblée des ordinaires catholiques de Terre Sainte - (fr) AOCTS - (it) Assemblea degli Ordinari Cattolici di Terra Santa | - Chypre - Chypre du Nord (Chypre) - Israël - Jordanie - Palestine (Israël) |
| Assemblée des évêques catholiques d’Irak (en) Assembly of Catholic Bishops in Iraq | Irak                                                                        |
| Conférence épiscopale iranienne, (en) Iranian Episcopal Conference | Iran                                                                        |
| Assemblée des patriarches et des évêques catholiques au Liban, - (fr) Assemblée des patriarches et des évêques catholiques au Liban - (fr) APECL                                        | Liban                                                                       |
| Assemblée de la hiérarchie catholique en Syrie - (fr) Assemblée de la hiérarchie catholique en Syrie - (fr) AHCS - (it) Assemblea della Gerarchia Cattolica in Siria                    | Syrie                                                                       |

### Europe
Une Conférence épiscopale de Yougoslavie (en) a existé, dissoute en 1993, une année après la disparition de la Yougoslavie.
Toutes les conférences actives de cette section sont représentées au Conseil des conférences épiscopales d’Europe, avec également divers autres ordinaires représentant des territoires européens non-rattachés à une conférence épiscopale.
| Noms | Territoire |
| --- | --- |
| Conférence épiscopale d’Albanie - (sq) Konferenca Ipeshkvnore e Shquipërisë - (sq) KISH - (la) Conferentia Episcopalis Albaniæ | Albanie |
| Conférence épiscopale allemande - (de) Deutsche Bischofskonferenz - (de) DBK | Allemagne |
| Conférence des évêques catholiques d’Angleterre et du pays de Galles - (en) Catholic Bishops’ Conference of England and Wales - (en) CBCEW | - Angleterre (Royaume-Uni) - Pays de Galles (Royaume-Uni) - Gibraltar (Royaume-Uni) - Îles Malouines (Royaume-Uni, revendiquées par l’Argentine) |
| Conférence épiscopale autrichienne - (de) Österreichische Bischofskonferenz - (de) ÖBK | Autriche |
| Conférence épiscopale de Belgique - (fr) Conférence épiscopale de Belgique - (nl) Bisschoppenconferentie van België | Belgique |
| Conférence des évêques catholiques de Biélorussie - (be) Канферэнцыя Каталіцкіх Біскупаў у Беларусі - (be) ККББ - (la) Conferentia episcoporum catholicorum Bielorussiæ | Biélorussie |
| Conférence épiscopale de Bosnie-Herzégovine - (bs) Biskupska Konferencija Bosne i Hercegovine - (bs) BK BiH - (la) Confœrentia Episcoporum Bosniæ et Hercegovinæ | Bosnie-Herzégovine |
| Conférence épiscopale inter-rituelle de Bulgarie - (bg) Междуритуална епископска конференция в България - (bg) Mejduritualnata Episcopska Konferenzia vâv Bâlgaria - (la) Conferentia episcoporum Bulgariæ | Bulgarie |
| Conférence épiscopale croate - (hr) Hrvatska biskupska konferencija - (hr) HBK | Croatie |
| Conférence des évêques d’Écosse - (en) Bishops’ Conference of Scotland - (en) BCOS | Écosse (Royaume-Uni) |
| Conférence épiscopale espagnole - (es) Conferencia episcopal española - (es) CEE | - Andorre - Espagne |
| Conférence des évêques de France - (fr) Conférence des évêques de France - (fr) CEF | - France métropolitaine (France) - Guyane - Saint-Pierre-et-Miquelon                                                                             |
| Saint-Synode de la hiérarchie catholique de Grèce - (el) Ιερά Σύνοδος της Καθολικής Ιεραρχίας της Ελλάδος - (el) ΙΣΚΙΕ - (la) Conferentia episcopalis Græciæ | Grèce |
| Conférence épiscopale catholique hongroise - (hu) Magyar Katolikus Püspöki Konferencia - (hu) MKPK | Hongrie |
| Conférence des évêques catholiques irlandais - (en) Irish Episcopal Conference - (ga) Comhdháil Easpag Caitliceach Éireann | - Irlande - Irlande du Nord (Royaume-Uni) |
| Conférence épiscopale italienne - (it) Conferenza Episcopale Italiana - (it) CEI | - Italie - Saint-Marin - Vatican |
| Conférence épiscopale internationale des saints Cyrille et Méthode - (en) International Bishops’ Conference of St. Cyril and Methodius - (hr) Međunarodna biskupska konferencija sv. Ćirila i Metoda - (la) Conferentia episcoporum internationalis Ss. Cyrilli et Methodii                                      | - Kosovo (Serbie) - Macédoine du Nord - Monténégro - Serbie                                                                                      |
| Conférence des évêques lettons - (lv) Latvijas Biskapu Konference - (la) Conferentia episcoporum Lettoniæ | Lettonie |
| Conférence épiscopale lituanienne - (lt) Lietuvos Vyskupų Konferencija - (lt) LVK - (la) Conferentia episcopalis Lituaniae | Lituanie |
| Conférence épiscopale maltaise - (mt) Konferenza Episkopali Maltija - (en) Episcopal Conference of Malta - (it) Conferenza Episcopale Maltese | Malte |
| Conférence épiscopale néerlandaise (nl) Nederlandse Bisschoppenconferentie | Pays-Bas (Pays-Bas) |
| Conférence épiscopale nordique - (la) Conferentia episcopalis Scandiae - (sv) Nordiska biskopskonferensen | - Danemark - Finlande - Islande - Norvège - Suède                                                                                                |
| Conférence épiscopale polonaise - (pl) Konferencja Episkopatu Polski - (pl) KEP | Pologne |
| Conférence épiscopale portugaise - (pt) Conferência Episcopal Portuguesa - (pt) CEP | Portugal |
| Conférence épiscopale de Roumanie (ro) Conferinţa Episcopală din România | Roumanie |
| Conférence des évêques catholiques de la fédération de Russie - (ru) Конференция католических епископов России - (it) Conferenza dei Vescovi Cattolici della Federazione Russa - (it) CVCFR | Russie |
| Conférence épiscopale de Slovaquie - (sk) Konferencia biskupov Slovenska - (sk) KBS - (la) Conferentia episcoporum Slovachiae | Slovaquie |
| Conférence épiscopale slovène - (sl) Slovenska škofovska konferenca - (sl) SŠK | Slovénie |
| Conférence des évêques suisses - (de) Schweizer Bischofskonferenz - (de) SBK - (fr) Conférence des évêques suisses - (fr) CES - (it) Conferenza dei vescovi svizzeri - (it) CVS - (rm) Conferenza dils uestgs svizzers                                                                                           | Suisse |
| Conférence épiscopale tchèque - (cs) Česká biskupská konference - (cs) ČBK | Tchéquie |
| Conférence épiscopale de Turquie - (ar) مؤتمر الأساقفة الكاثوليك في تركيا - (en) Conference of Catholic Bishops in Turkey - (fr) Conférence épiscopale de Turquie - (fr) CET - (hy) Թուրքիոյ Կաթողիկէ Եպիսկոպոսներու Համաժողով - (it) Conferenza Episcopale Turchia - (tr) Türkiye Katolik Ruhani Reisler Kurulu | Turquie |
| Conférence des évêques catholiques romains d’Ukraine - (la) Conferentia episcoporum Ucrainae - (uk) Конференція Римсько-католицьких Єпископів України | Ukraine |

### Océanie
Toutes les conférences de cette section forment la Fédération des conférences des évêques catholiques d’Océanie.
| Noms | Territoire |
| --- | --- |
| Conférence des évêques catholiques australiens - (en) Australian Catholic Bishops Conference - (en) ACBC                                                                                   | Australie |
| Conférence des évêques catholiques de Nouvelle-Zélande - (en) New Zealand Catholic Bishops Conference - (en) NZCBC - (mi) Te Huinga o ngā Pīhopa Katorika o Aotearoa                       | Nouvelle-Zélande |
| Conférence épiscopale du Pacifique - (la) Conferentia episcopalis Pacifici - (la) CE PAC                                                                                                   | - Îles Cook - Fidji - Guam (États-Unis) - Kiribati - Îles Mariannes du Nord (États-Unis) - Îles Marshall - États fédérés de Micronésie - Nouvelle-Calédonie (France) - Polynésie française (France) - Samoa - Samoa américaines (États-Unis) - Tonga - Tuvalu - Vanuatu - Wallis-et-Futuna (France) |
| Conférence des évêques catholiques de Papouasie-Nouvelle-Guinée et des Îles Salomon - (en) Catholic Bishops Conference of Papua New Guinea and Solomon Islands - (en) CBCPNGSI ou PNGSICBC | - Papouasie-Nouvelle-Guinée - Îles Salomon |

## Réunions entre conférences
Plusieurs réunions regroupent les représentants de conférences épiscopales :
- le Symposium des conférences épiscopales d’Afrique et de Madagascar[G 3] (SCEAM ou SECAM, en anglais : Symposium of the Episcopal Conferences of Africa and Madagascar, en portugais : Simpósio das Conferências Episcopais de África e Madagáscar) ;
- la Conférence épiscopale régionale de l’Afrique de l’Ouest[G 4] (RECOWA-CERAO, en anglais : Regional Episcopal Conference of West Africa), fusion en 2009 de :
  - la Conférence épiscopale régionale de l’Afrique de l’Ouest francophone[G 5] (CERAOF), et de
  - l’Association des conférences épiscopales de l’Afrique de l’Ouest anglophone[G 6] (en anglais : Association of Episcopal Conferences of Anglophone West Africa, AECAWA) ;
- l’Association des conférences épiscopales de la région de l’Afrique centrale[G 7] (ACERAC) ;
- l’Association des conférences épiscopales de l’Afrique centrale[G 8] (ACEAC) ;
- l’Association des conférences épiscopales membres d’Afrique de l’Est[G 9] (en anglais : Association of Member Episcopal Conferences in Eastern Africa, AMECEA) ;
- la Réunion inter-régionale des évêques du Sud de l’Afrique[G 10] (en anglais : Inter-Regional Meeting of Bishops of Southern Africa, IMBISA) ;
- la Fédération des conférences épiscopales asiatiques (en)[G 11] (en anglais : Federation of Asian Bishops’ Conferences, FABC) ;
- la Fédération des conférences des évêques catholiques d’Océanie[G 1] (en anglais : Federation of Catholic Bishops Conferences of Oceania[Note 13], FCBCO) ;
- le Conseil des conférences épiscopales d’Europe[G 12] (en latin : Consilium Conferentiarum Episcoporum Europae, CCEE) ;
- la Commission des épiscopats de l’Union européenne[G 13] (COMECE, pour « Commission des épiscopats de la communauté européenne ») ;
- le Conseil épiscopal latino-américain[G 14] (en espagnol : Consejo Episcopal Latinoamericano, CELAM) ;
- le Secrétariat épiscopal d’Amérique centrale[G 15] (en portugais : Secretariado Episcopal de América Central, SEDAC).